# آنيك ستيبانيان
آنيك ستيبانيان أفيتيان ، طبيبة أسنان إيرانية من أصل أرمني وهي أول طبيبة أسنان في إيران.

## سيرة شخصية
ولدت آنيك ستيبانيان في طهران. تلقت تعليمها الابتدائي في مدارس هايكازيان - جانا دارك الأرمنية في طهران. في عام 1941 تخرجت من كلية طب الأسنان بجامعة طهران . كانت آنيك أول امرأة تدرس طب الأسنان.
قامت بأنشطة طبية في 1945-1970 مع أبيها هاروتيون ستيبانيان وشقيقها.
كانت آنيك ستيبانيان مديرة لمدرسة ساهاكيان للبنات للأخوات الكاثوليك في طهران.